# Gräberfeld von Gumhem

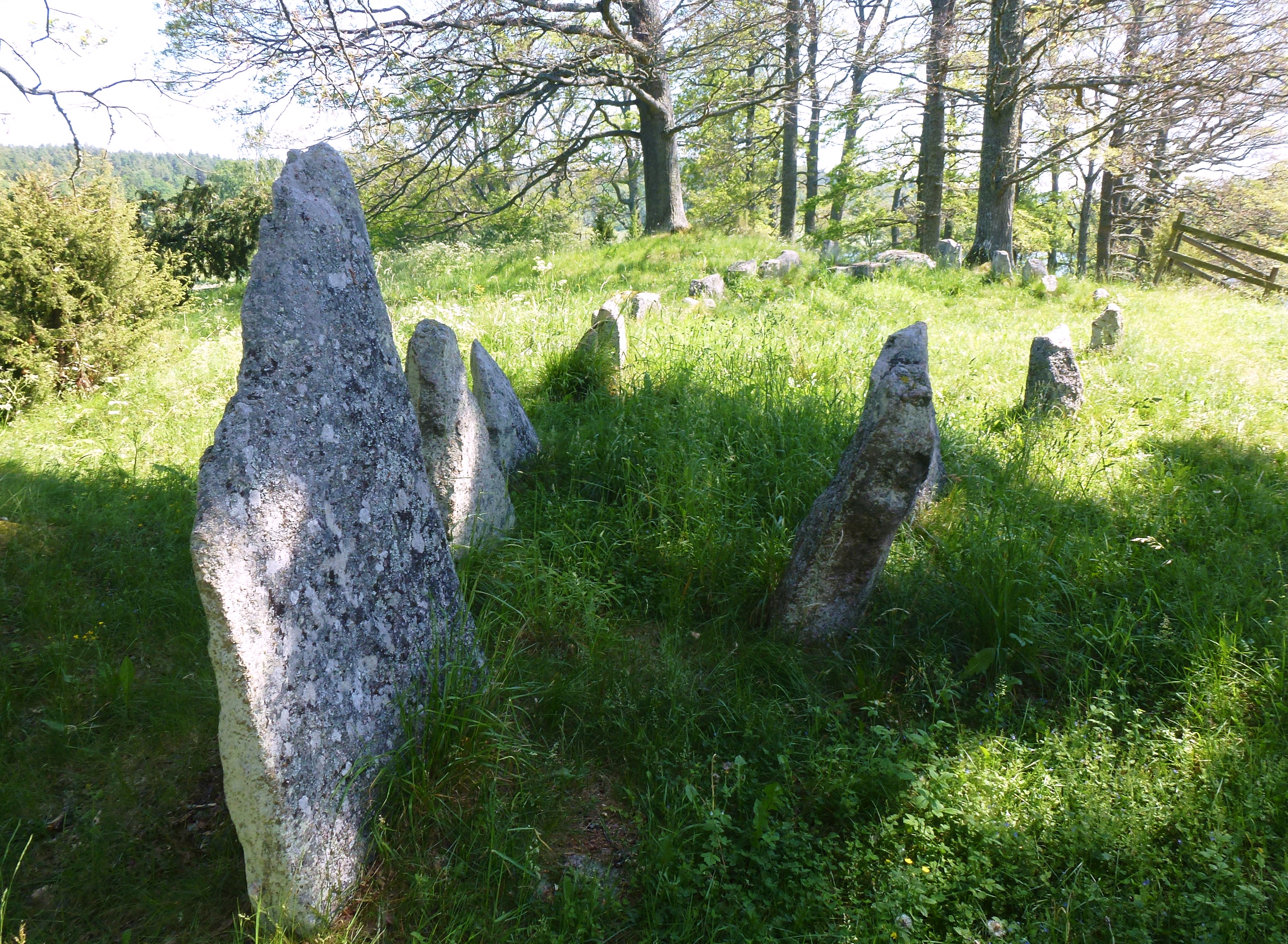
Gräberfeld von Gumhem

Das Gräberfeld von Gumhem (schwedisch Gumhems gravfält) liegt auf der Halbinsel Jätteudden an der Südostseite des Sees Åsunden, etwa sieben Kilometer nördlich von Horn in der Gemeinde Kinda, in der schwedischen Provinz Östergötlands län.
Auf dem Gräberfeld liegt eine der größten erhaltenen Schiffssetzungen Östergötlands. Die Gräber am Ufer des Åsunden werden in die Eisen-, Vendel- und Wikingerzeit datiert (500–1050 n. Chr.)
Das Steinschiff liegt auf einem Bergrücken und besteht aus 22 Menhiren, die in südöstlicher Richtung ein Schiff von 17,5 m Länge und einer Breite von 5,0 m bilden. Im Zusammenhang mit dem Steinschiff steht ein Gräberfeld mit 24 sichtbaren Gräbern, einem Steinkreis (deutsch „Richrerring“) und drei ovalen Steinkreisen. In den Bereichen zwischen dem Steinkreis und dem Steinschiff fanden sich einige Perlen und eine Speerspitze, die wahrscheinlich zu einem durch die Landwirtschaft zerstörten Grab gehörten.
Die Legende berichtet von einer Siedlung des Wikingerhäuptlings „Kung Vitting“, aber die Gegend wurde hauptsächlich als Grabstätte genutzt.

Gräberfeld von Gumhem
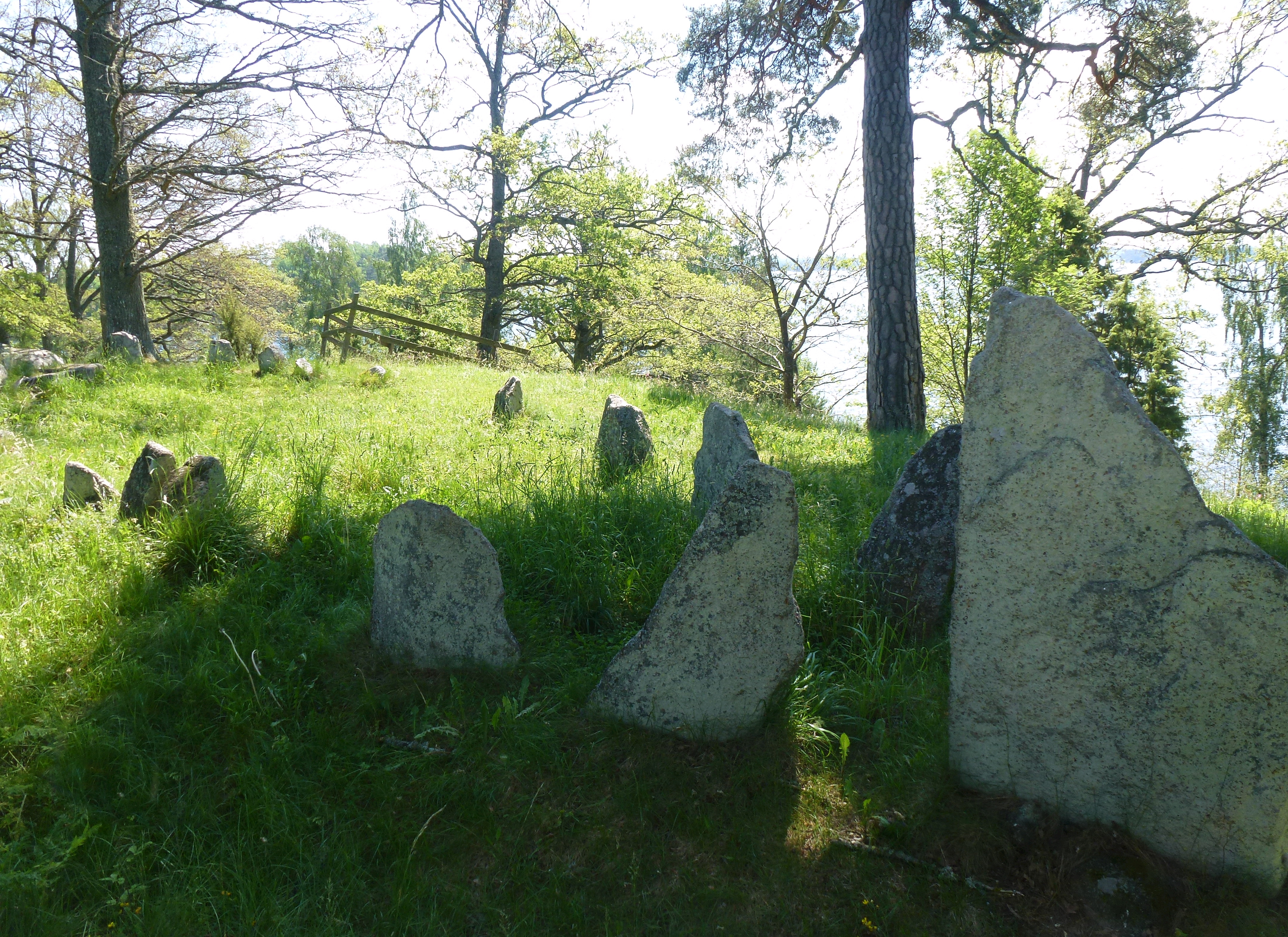
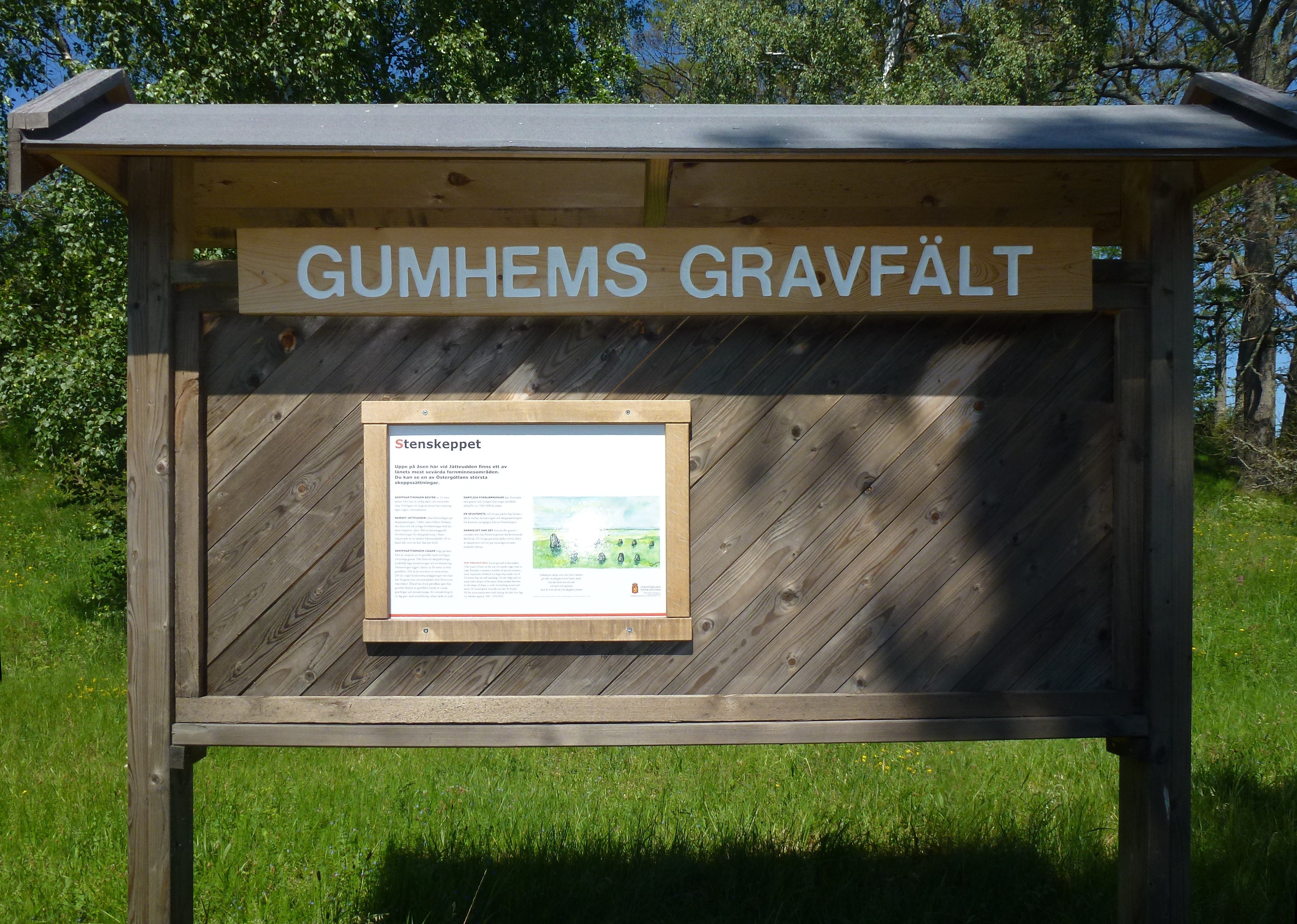
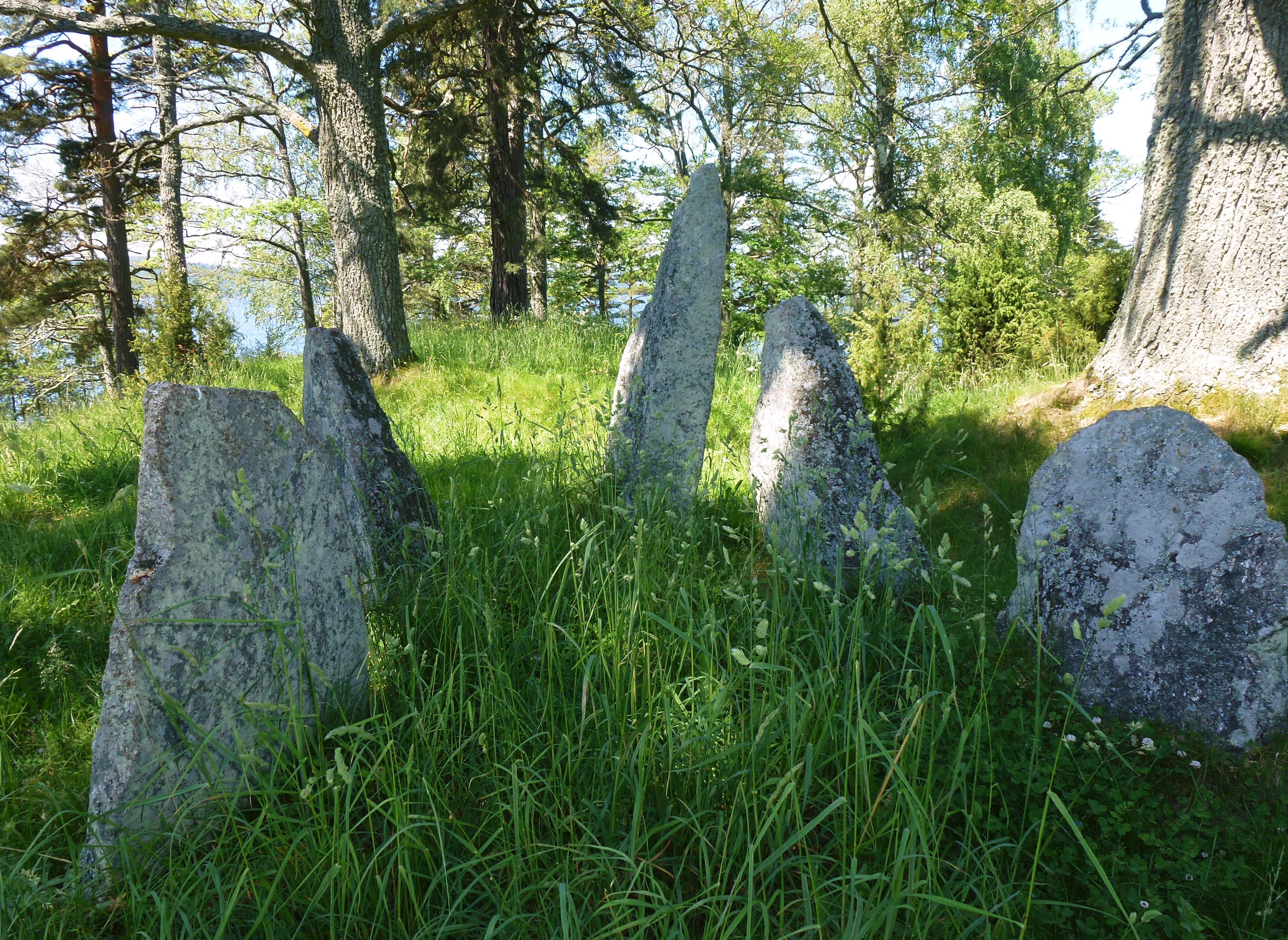
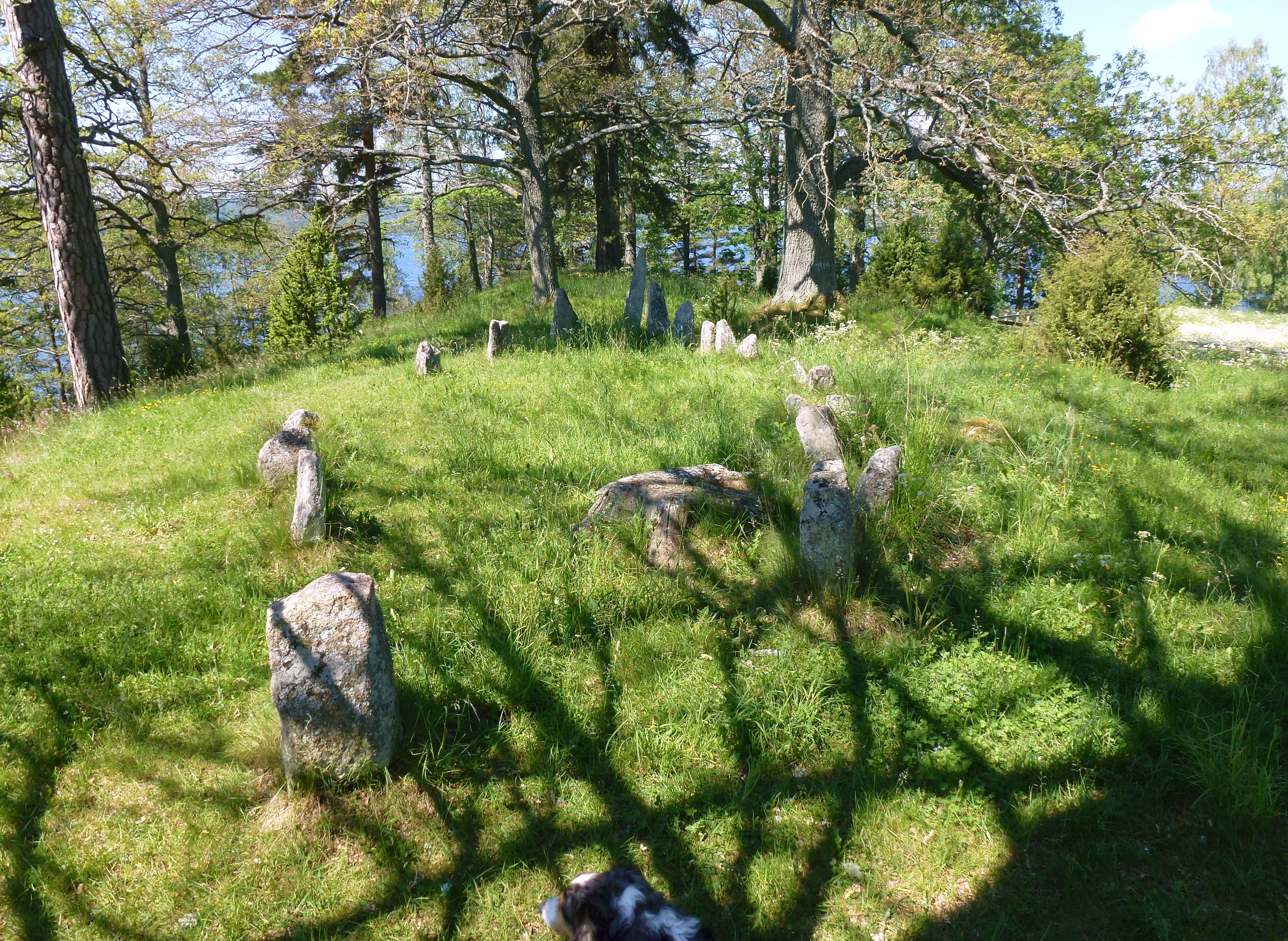